# Olenecamptus signaticollis
Olenecamptus signaticollis es una especie de escarabajo longicornio del género Olenecamptus, subfamilia Lamiinae. Fue descrita científicamente por Heller en 1926.
Se distribuye por India y Birmania. Mide 16,5-17 milímetros de longitud. El período de vuelo ocurre en el mes de mayo.